# Antha rotunda
Antha rotunda là một loài bướm đêm trong họ Noctuidae.